# فرحان صالح
فرحان عثمان صالح مفكر وكاتب وباحث ومناضل قومي عربي من لبنان. ولد في العام 1947 في بلدة كفرشوبا (جنوب لبنان)، انحاز منذ بدايات وعيه، إلى قضايا الأمة العربية، ولا سيما قضية فلسطين. أصدر مؤلفات عدة في السياسة والاجتماع والتاريخ والثقافة، فضلاً عن كتاباته وأبحاثه المنشورة في الصحف والمجلات اللبنانية والعربية، ومساهمته في تأسيس دار لنشر الفكر التنويري والحداثي، ومجلة ثقافية، وحلقة للحوار الثقافي مع مجموعة من المفكرين والمثقفين في لبنان والوطن العربي.

## بدايات
ولد فرحان في 11 أيلول (سبتمبر) 1947 في بلدة كفرشوبا الواقعة في جبل الشيخ (حرمون)، وهي من ضمن قرى العرقوب التابعة إلى قضاء حاصبيا. قريته الجنوبية تطل على الجليل في فلسطين، ومن الجهة المقابلة على الجولان السورية. ما أدى ذلك، إلى أن يعي منذ طفولته، النكبة الفلسطينية، وشتات الشعب الفلسطيني، وقد واكب عن قرب، العمل الفدائي والنضالي.
عمل والده عثمان ووالدته مسعدة عبد الله، في زراعة الأرض، وكان فرحان الرابع بين أخوته وأخواته التسعة. تلقى تعليمه الابتدائي في علية بيت من بيوت البلدة، وفيها تعلم حتى الرابع ابتدائي لييكمل تعليمه لاحقًا خارج البلدة، ففي العام 1960 قصد العاصمة بيروت، وهناك كان يعمل نهارًا، مساعدًا للطباعة وموزعًا لجريدة بيروت المساء (صاحبها عبد الله المشنوق النائب والوزير آنذاك)، ويتعلم ليلاً، فدخل إلى معهد بيروت العالي لينال شهادته الأولى، ثم انتقل إلى معاهد ومؤسسات تربوية مختلفة ليستكمل تعليمه، ويحصل على شهادة «هاي سكول»، ثم حاز لاحقًا، شهادة دكتوراه في الفلسفة والأديان، وشهادة الاستحقاق والتقدير العالي في تخصص التاريخ السياسي برتبة باحث مؤرخ والمساوية للدرجة العالمية/ دكتوراه فلسفة.

## نشاطه السياسي والثقافي
سمحت متابعة فرحان للكتابات الصحفية، ومواكبته للنشاط الفكري والثقافي، بدخول بوابة العمل السياسي من خلال الحركة الناصرية، وحركة القوميين العرب وغيرهما، فالتقى بمحسن إبراهيم، ومحمد كشلي، كذلك تعرّف إلى المفكر والسياسي كمال جنبلاط، والمناضل والمفكر الفلسطيني ناجي علوش، وغيرهم من المفكرين والقيادات الحزبية الوطنية.
التحق فرحان بالعمل المقاوم إلى جانب حركة فتح، في العام 1968، وقبل ذلك بعام كان قد تزوج من زلفى شبلي.
في العام 1975 دمرت إسرائيل بلدته كفرشوبا، ومنزل العائلة، فاستقر في بيروت بعد أن غادرها في 1968 عائدًا إلى بلدته والقرى القريبة من الحدود الفلسطينية، كمقاوم ومناضل، إثر هزيمة العرب في حرب 1967.
عمل فرحان في بيروت، بعد جريدة بيروت المساء، في مجال الكتاب مديرًا لمكتبة دار الطليعة (صاحبها بشير الداعوق) في منطقة الطريق الجديدة على مقربة من جامعة بيروت العربية، وقريبًا من مخيمات الفلسطينيين، مجاوراً لأحداث سبعينات القرن العشرين، متعرفًا إلى قادة الفصائل، ورواد الفكر في تلك الآونة؛ فكان عمله في مجال الكتاب بمثابة مدرسة له عوضته عما افتقده من الدراسة النظامية والأكاديمية.
ابتعد فرحان من النشاط السياسي التنظيمي في أواخر الثمينيات، ليؤسس في العام 1979 دارا للنشر تحت عنوان «الحداثة» اهتمت بنشر الأعمال الثقافية والفكرية والتنويرية والإبداعية، والترجمات المتخصصة، ثم أطلق في العام 1993 وتحت الاسم نفسه، مجلة الحداثة  دورية ثقافية ، وقبلها في العام 1990 بدأ التفكير بتأسيس حلقة الحوار الثقافي  أي بعد نهاية الأحداث التي عصفت بلبنان جراء الحرب الأهلية، وأدت إلى «انقطاع الحوار وحالات الشراكة بين الفئات اللبنانية المتنازعة، الأمر الذي أوصل إلى العنف والقتل والهدم المتبادل»، فكان الهدف من تأسيس الحلقة تجاوز ثقافة الحرب، والسعي إلى الإسهام في نشر ثقافة السلام، لإحياء عهد جديد للقيم والمعايير الوطنية والإنسانية، بغية المشاركة في قضايا العصر وهمومه وعلومه، وتفعيل عقلية أخرى من اكتشاف الذات والنظر إلى المكان ومجرى الأحداث.
ساهم فرحان مع مجموعة من المثقفين والأكاديمين اللبنانيين والعرب، بإطلاق المؤتمر الأول للثقافة الشعبية في لبنان في العام 1993، والمؤتمر الأول للشعر العامي في العام 1995، والمؤتمر الثاني للثقافة الشعبية اللبنانية - العربية في العام 1999، والمؤتمر السادس للثقافة الشعبية في العام 2009...

## أعماله ومؤلفاته
يركز فرحان صالح في معظم كتاباته على نقد العقلية العربية الانهزامية، بهدف بلورة فكر عربي جديد يخرج من ثقافة الوهم والخرافة والاستسلام، إلى ثقافة العلم والمعرفة والوعي. وقد تجلى ذلك في عشرات المقالات والحوارات والأبحاث والدراسات والكتب التي نشرها حتى الآن. ومن أبرز مؤلفاته:
- جنوب لبنان: واقعه وقضاياه – دار الطليعة 1973 (144 صفحة)[29][30][31]
- الثورة الفلسطينية وتطور المسألة الوطنية في لبنان: حول أحداث لبنان -  مطبعة الرأي الجديد (الاتحاد العام للكتاب والصحافيين الفلسطينيين) 1975 (168 صفحة)[32]
- الجبهة الوطنية والعمل الشعبي - بالتعاون مع خليل أحمد خليل - دار القدس 1979 [33]
- المادية التاريخية والوعي القومي عند العرب: (الجذور)  –  دار الحداثة 1979 (152 صفحة)[34][35]
- الحرب الأهلية اللبنانية وأزمة الثورة العربية – دار الكاتب 1979 (167 صفحة)[36][37][38]
- جدلية العلاقة بين الفكر العربي والتراث - دار الحداثة 1979 [39]
- لغة الجنوب (رؤى أدبية) - دار الحداثة 1984 [40][41]
- هموم الثقافة العربية (1) - 1988 [42][43]، وهموم الثقافة العربية (2)- دار الحداثة 2007 (224 صفحة)[44][45]
- في الهوية والتراث - دار الحداثة 2002 [46]
- الحياة المغدورة أو المسرح والسياسة، بيروت: دار الحداثة للنشر والتوزيع 2010 [47][48]
- كفرشوبا: قصة حب... سيرة مكان – ط.1: دار الحداثة 2006 (208 صفحات)[49]، ط.2: القاهرة: المجلس الأعلى للثقافة 2015 [50]
- رسائل حب إلى جانيت (رواية جيل) - دار الحداثة - بيروت، ودار ذاكرة الناس - الجزائر - 2008 [51]
- التراث والتاريخ: قراءات في الفكر التاريخي: عند جمال حمدان - جواد علي - أحمد صادق سعد - عادل ومنير إسماعيل - عبد القادر جغلول - كمال الصليبي - القاهرة: وزارة الثقافة: الهيئة العامة لقصور الثقافة 2015 (342 صفحة) [52][53]
- حول تجربة الإخوان المسلمين: من جمال عبد الناصر إلى عبد الفتاح السيسي - تقديم السيد يسين، القاهرة: الهيئة العامة لقصور الثقافة، 2015 [54]
- محمد علي وعبد الناصر: ارتسامات النهوض العربي: الصعود والانكسار، 1805- 2013 - القاهرة: الهيئة العامة لقصور الثقافة 2018 [55] ومركز الاستقلال للدراسات الاستراتيجية والاستشارات[56] .[57]
- "إله بأسماء كثيرة - في نقد المرويات المؤسسة للفكرين الديني والقومي" (343 صفحة) - الحداثة، بيروت 2022 [58]

## قيل فيه
كتبت عدة دراسات وأبحاث أكاديمية عن مؤلفات فرحان صالح في لبنان والعالم العربي. كذلك كرّم من غير جهة ثقافية وفكرية، وقيل فيه الكثير، من ذلك:
د. نقولا زيادة: «لقد عمل فرحان صالح على وضع الأدب الشعبي أمام الناس، لا العامة فحسب، ولا الأميين فقط، بل أمام الجميع موضحًا أهدافه، متابعًا تطوره».
سفير لبنان في مصر سابقًا، والمندوب لدى جامعة الدول العربية، د. خالد زيادة: «من حق فرحان صالح، بعد سنواته العنيدة والطويلة أن يروي لنا قصته التي تشمل الوجه الآخر من كفاحه وتجربته الفريدة والخاصة».
الباحث والكاتب د. زاهي ناضر: «... قصة إنسان وأرض ووطن، الإنسان فيها يعشق الأرض، والأرض فيها تشتهي أن تكون وطنًا، وهو أيضًا قصة إنسان صار اثنين: العقل في المدينة والحداثة، والقلب مغمور بالقرية والتراث والحرية».
الباحث والأكاديمي في الجامعة اللبنانية د. منذر جابر: «أضاف صالح حاسة سادسة إلى القارئ: القلب، وهي الأولى من حواس فرحان، يكتب بالقلب ومنه، يكتب عن الألم العبقري كي يبقى النبض حيًّا في الأرض والإنسان والوطن. فرحان حرّ...».
الباحث والأكاديمي سامي مكارم: «فرحان صالح رجل من رجالات الأدب والفكر في لبنان، ونحن ننتظر دائما عطاءه الفكري... لقد عرفت فرحان إنسانًا يتمتع إلى جانب عصاميته ومثابرته بخلقية إنسانية تجعله إنسانًا فاضلاً، يستحق التقدير والمحبة».